# Zralé víno
Zralé víno je česká filmová komedie z roku 1981, volně navazující na Bouřlivé víno. Obyvatelé fiktivní jihomoravské vesnice Pálavice znovu řeší nejrůznější problémy.

## Obsazení
| Vladimír Menšík      | místopředseda JZD Michal Janák    |
| Božidara Turzonovová | agronomka Kateřina, Janákova žena |
| Iva Janžurová        | družstevnice Růžena Šmejkalová    |
| Jiří Sovák           | plukovník v. v. Čestmír Semerád   |
| Miloš Kopecký        | zástupce Dolinstavu Weber         |
| Josef Větrovec       | družstevník Franta Chovanec       |
| František Němec      | předseda JZD Ing. Urban           |
| Josef Somr           | alkoholik Eda Ovečka              |
| František Filipovský | děda Cyril Maruštík               |
| Otto Šimánek         | družstevník Kyselý                |
| Miroslav Zounar      | družstevník Peterka               |
| Renáta Doleželová    | MUDr. Martincová                  |
| Václav Sloup         | družstevník Kuna                  |
| Jan Kraus            | řidič Zezulák                     |

Dále hrají: Judita Durdiaková (účetní Hanka Zavřelová), Vítězslav Jandák (družstevník Zavřel, Hančin muž; mluví Ladislav Županič), Marie Motlová (Maruštíkova žena; mluví Ludmila Roubíková), Libuše Jiskrová (sekretářka Věruška), Lubomír Kostelka (družstevník Řezníček), David Schneider (Karlík, Janákův syn), Jiří Lábus (účetní Kokoška), František Hanus (náměstek Dolinstavu Plocek), Ivana Andrlová (Lenka, Karlíkova dívka), Josef A. Stehlík (děda Skřivánek), Mnislav Hofman (děda Studénka), Jožka Stoklasa (děda Pitucha), Antonín Lebeda (pacient Weiner), Zdeněk Kutil (klempíř Karel; mluví Mirko Musil), Vladimír Navrátil (hostinský), Vladimír Hlavatý (děda Pastyřík), Eduard Pavlíček (truhlář), Zdeněk Blažek (starší železničář, mluví Mirko Musil), Daniela Bartáková (zdravotní sestra), Jan Cmíral (družstevník Osička), Karel Fridrich (vrátný v nemocnici), Adolf Filip (dělník Vávra), Stanislav Bruder (dělník), Pavel Spálený (dělník s plnovousem; mluví Mirko Musil), Daniela Bakerová (úřednice na poště), Gabriela Hyrmanová (Lucka, Chovancova dcera), Antonín Hardt (Pavlas), Roman Hájek (svobodník, Karlíkův kamarád), Jiřina Jelenská (tlustá pacientka Ježková), Tomáš Juřička (mladý železničář), Věra Kalendová (cestující s řízkem), Jan Kuželka (Pitucha ml.),  Miloslav Šindler (Studénka ml.), Oldřich Velen (Pastyřík ml.), Jana Robenková (úřednice na poště Růžičková; mluví Ludmila Roubíková), Vlastimil Bedrna (skladník Pivoňka), Ludmila Roubíková (družstevnice Julie Beránková), Soňa Vlčková (pokladní JZD), Rudolf Vodrážka (lékař), Jitka Zelenohorská (sekretářka JZD Zbořilová), Jiří Žák (příslušník VB), Sabina Remundová a Theodora Remundová (holčičky)

## Tvůrci a štáb
- Režie: Václav Vorlíček
- Námět a scénář: Jan Kozák, Miloš Macourek, Svatopluk Novotný
- Dramaturg: Václav Erben
- Kamera: Emil Sirotek
- Vedoucí produkce: Jiří Krejčí
- Hudba: Karel Svoboda
- Nahrál: Filmový symfonický orchestr (řídil Štěpán Koníček)
- Návrhy kostýmů: Theodor Pištěk
- Výtvarník dekorací: Oldřich Bosák
- Zvuk: František Fabián
- Střih: Miroslav Hájek
- Umělecký maskér: Vladimír Petřina
- Dále spolupracovali: Věra Pištěková (II. režisér), Olga Hrčková (skriptka), Bohumil Koška a Eliška Moulisová (asistenti režie), Martin Benoni (II. kameraman), Milan Kopecký (asistent kamery), Přemysl Pražský a Iva Šetková (zástupci vedoucího produkce), František Císař (II. architekt), Jiří Rulík, Ivo Černý a Miloš Osvald (výprava), Naděžda Hejnová a Ivana Vyhnalová (kostymérky), Jiří Farkaš, Jiřina Pahlerová (maskéři), Helena Lehovcová (asistentka střihu), Karel Stárek (asistent vedoucího produkce), Irena Dekojová (klapka), František Studénka (odborný poradce), Jitka Bylinská (fotoreportérka)

## Návštěvnost
- Od své premiéry v červenci 1981 až do 31. prosince 1987 vidělo film v českých kinech v rámci 4 734 představení celkem 328 706 diváků.[1]
- Od své premiéry v červenci 1981 až do 30. června 1990, kdy byl vyřazen z distribuce, vidělo film v českých kinech v rámci 4 841 představení celkem 332 099 diváků.[2]